# Roger Hodgson
Roger Hodgson, nome completo Charles Roger Pomfret Hodgson (Portsmouth, 21 marzo 1950), è un cantante, chitarrista e tastierista britannico.

## Biografia
Cresciuto ad Oxford in una famiglia agiata e mandato a studiare nella prestigiosissima Stowe School, Hodgson milita in alcune band minori e nel 1969 pubblica un disco (Mr Boyd) con l'allora altrettanto giovane e sconosciuto Elton John e i suoi musicisti Nigel Olsson e Caleb Quaye, sotto il nome di "Argosy".
Lo stesso anno, rispondendo ad un annuncio di Rick Davies, fonda i Supertramp, gruppo in cui ha militato dal 1970 al 1983 quando, in disaccordo con Davies, con cui aveva firmato sostanzialmente tutta la produzione della band fino all'album "...Famous last words...", ha deciso di intraprendere la carriera solista.
Cantante in possesso di ottime qualità vocali, buon chitarrista e tastierista, è l'autore della quasi totalità delle hits del gruppo britannico (tra le altre "Breakfast in America", "Take the Long Way Home", "It's Raining Again", "The Logical Song", "School", "Dreamer", "Give a Little Bit").
Negli anni ottanta ha prodotto due album di cui il primo, "In the Eye of the Storm", ha ottenuto un buon successo commerciale.
Negli anni novanta, dopo una lunga convalescenza per un incidente (caduta da un letto a castello con conseguente rottura dei polsi) occorsogli successivamente alla pubblicazione del suo secondo album "Hai Hai", ha partecipato all'album Talk degli Yes come coautore della canzone Walls e ad alcuni tour unitamente ad altre star del rock e del pop. Nell'ultimo decennio ha girato il mondo con una serie continua di date dello spettacolo acustico denominato "Solotramp", che affianca nuove canzoni e classici dei Supertramp.
Nel 2000 ha pubblicato, con la collaborazione del compositore francese Alan Simon, l'album "Open the door", che ad oggi resta l'ultimo disco di inediti.
Nello stesso anno collabora con il musicista galiziano Carlos Núñez, cantando il pezzo "The moon says hello" nell'album "Mayo Longo".

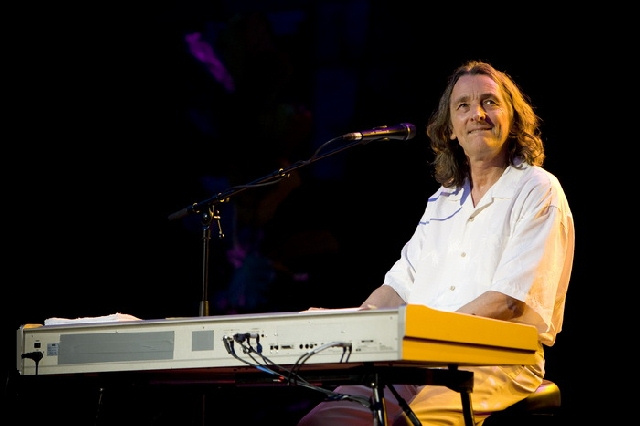
Roger Hodgson, 2008.

Nel maggio 2006, Roger Hodgson è stato insignito dall'ASCAP (American Society of Composers, Authors, and Publishers) il premio per la sua canzone "Give A Little Bit" come una delle più eseguite nel repertorio ASCAP del 2005. Ha ricevuto un altro ASCAP nel 2008 per "Cupid's Chokehold".
Hodgson si è esibito al Concerto per Diana al Wembley Stadium, in Inghilterra, il primo luglio 2007, dove ha cantato un medley dei suoi pezzi più popolari: "Dreamer", "The Logical Song", "Breakfast in America" e "Give A Little Bit".
Nel 2006, una sua esibizione acustica (accompagnato solo da un sassofonista/clarinettista) è stata pubblicata con il titolo di "Take The Long way home- Live In Montreal".
Nel luglio 2008 ha fatto una applauditissima apparizione a Estival Jazz di Lugano, in particolare quando all'inizio di un acquazzone abbattutosi sulla piazza ha intonato It's Raining Again.
Il 18 luglio 2012 si è esibito al Lucca Summer Festival. Il concerto è stato trasmesso in diretta da Rai Radio 2 all'interno della trasmissione Moby Dick, condotta da Silvia Boschero.
Il 27 agosto 2019 si esibisce ad Alassio per i 40 anni della pubblicazione dell'album Breakfast in America. L'evento, denominato When We Were Kids 2019, è l'unica tappa italiana del suo "Breakfast in America 40th Anniversary World Tour".

## Discografia

### Album in studio
- 1984 - In the Eye of the Storm (A&M)
- 1987 - Hai Hai (A&M)
- 2000 - Open the Door (Roger Hodgson Music/Epic)

### Album dal vivo
- 1997 - Rites of Passage (Unichord/Voiceprint)

- 2010 - Classics Live (Roger Hodgson Music)

### Singoli
- 1984 - Had a Dream (Sleeping with the Enemy)
- 1984 - In Jeopardy
- 1984 - Lovers in the Wind
- 1987 - London
- 1987 - You Make Me Love You
- 2000 - Hungry